# Tapeinochilos
Tapeinochilos es un género con 23 especies de plantas con flores perteneciente a la familia Costaceae. Es originario de Malasia y Queensland en Australia.

## Especies seleccionadas

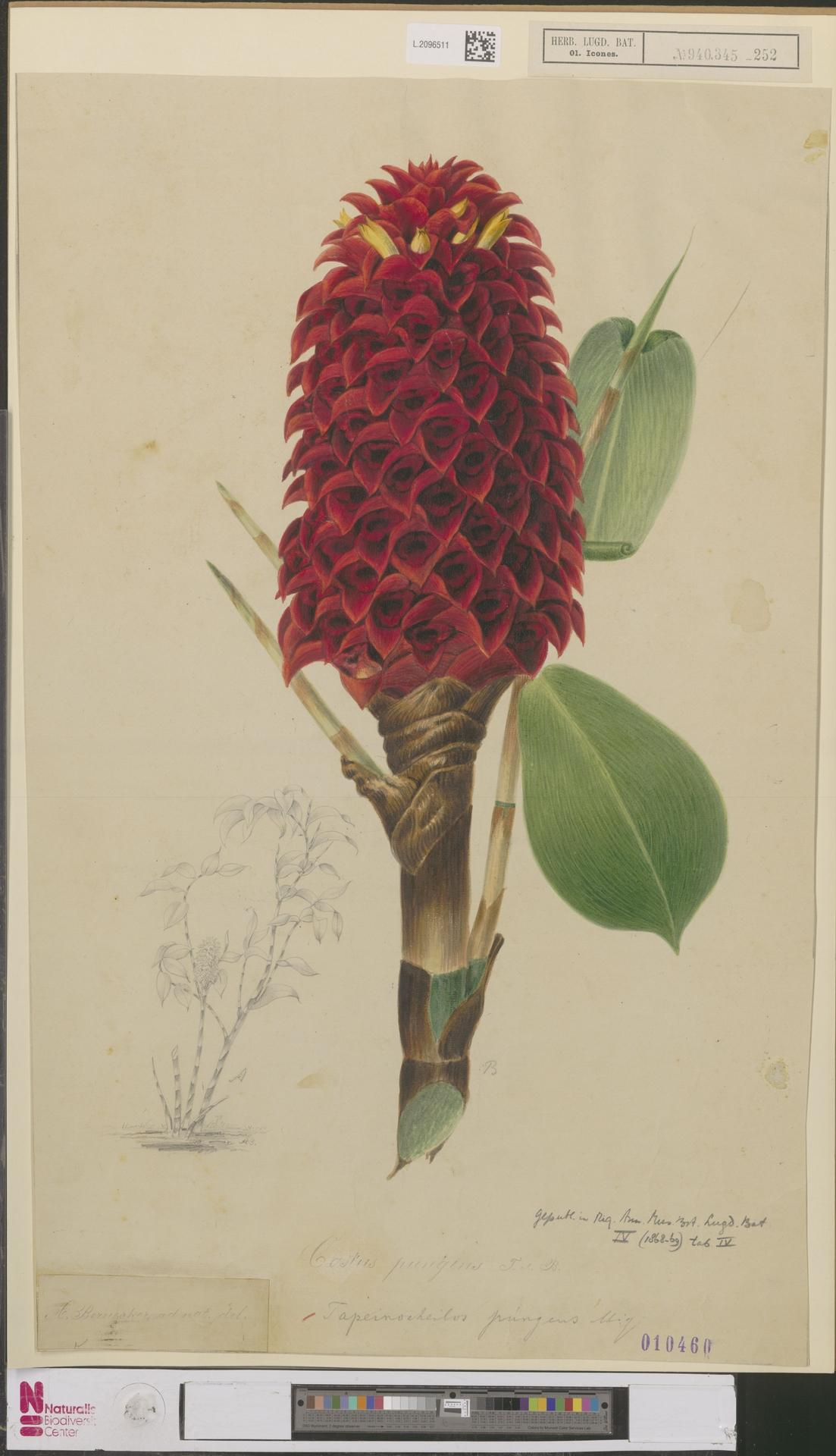
A. Bernecker: Tapeinochilos pungens Miquel, hacia 1860

- Tapeinochilos ananassae
- Tapeinochilos koordersianus
- Tapeinochilos pungens
- Tapeinochilos queenslandiae